# Bevatron

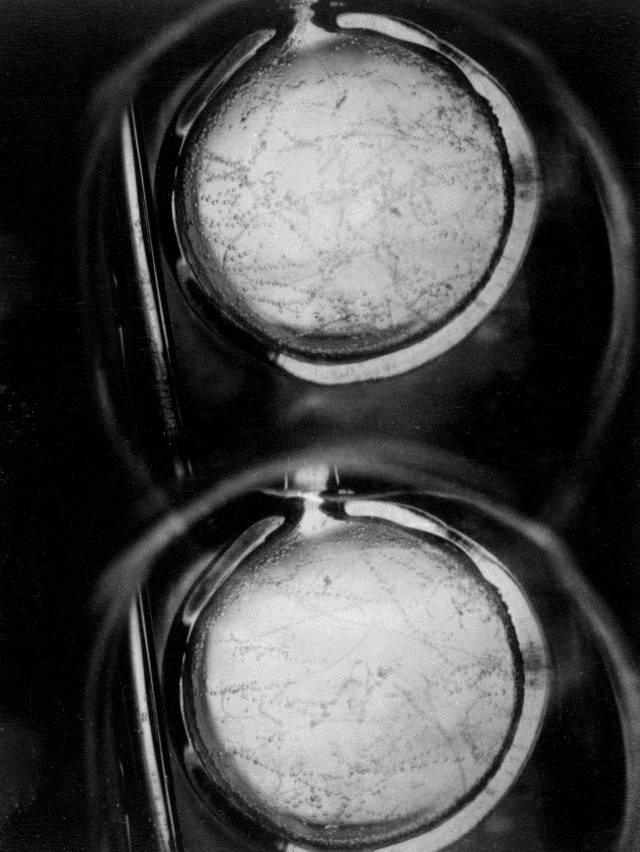
Primeiras trilhas observadas na câmara de bolha de hidrogênio líquido no Bevatron

O Bevatron foi um acelerador de partículas — especificamente, um síncrotron de prótons de foco fraco — no Lawrence Berkeley National Laboratory que começou a operar em 1954. O antipróton foi descoberto lá em 1955, resultando no Prêmio Nobel de Física em 1959 para Emilio Segrè e Owen Chamberlain. Acelerou prótons em um alvo fixo, e foi nomeado por sua habilidade de impart energias de bilhões de eV. (Bilhões de eV Síncrotron.) Recebeu um novo aluguel em 1971, quando se juntou ao acelerador linear SuperHILAC como um injetor para íons pesados. A combinação foi conhecida como Bevalac. Pode acelerar qualquer núcleo na tabela periódica à energias relativistas. Foi finalmente descomissionado em 1993. O prédio que abriga o Bevatron ainda está presente mas está marcado para demolição começando em junho de 2008 e terminando em 2011.

## Antiprótons
Na época em que o Bevatron foi projetado, suspeitava-se fortemente, mas não se sabia, que cada partícula tinha uma antipartícula correspondente de carga oposta, idêntica em todos os outros aspectos, uma propriedade conhecida como simetria de carga. O anti-elétron, ou pósitron, foi observado pela primeira vez no início dos anos 1930 e teoricamente entendido como uma consequência da equação de Dirac mais ou menos na mesma época. Após a Segunda Guerra Mundial, múons e píons positivos e negativos foram observados em interações de raios cósmicos vistas em câmaras de nuvens e pilhas de emulsões fotográficas nucleares. O Bevatron foi construído para ser energético o suficiente para criar antiprótons e, assim, testar a hipótese de que cada partícula possui uma anti-partícula correspondente. Em 1955, o antipróton foi descoberto usando o Bevatron. O antinêutron foi descoberto logo em seguida por Oreste Piccioni e colegas de trabalho, também em Bevatron. A confirmação da conjectura de simetria de carga em 1955 levou ao Prêmio Nobel de Física a ser concedido a Emilio Segrè e Owen Chamberlain em 1959. 
Pouco depois de o Bevatron entrar em uso, foi reconhecido que a paridade não era conservada nas interações fracas, o que levou à resolução do quebra-cabeça tau-theta, à compreensão da estranheza e ao estabelecimento da simetria CPT como uma característica básica do quantum relativístico teorias de campo.

## Requisitos e design
Para criar antiprótons (massa ~938 MeV/c2) em colisões com núcleos em um alvo estacionário enquanto conserva energia e momento, é necessária uma energia de feixe de prótons de aproximadamente 6,2 GeV. Na época em que foi construído, não havia maneira conhecida de confinar um feixe de partículas a uma abertura estreita, então o espaço do feixe tinha cerca de quatro pés quadrados de seção transversal. A combinação da abertura do feixe e da energia exigiu um enorme ímã de ferro de 10 000 toneladas e um sistema de vácuo muito grande.
Um grande sistema motor-gerador foi usado para aumentar o campo magnético para cada ciclo de aceleração. Ao final de cada ciclo, após o uso ou extração do feixe, a grande energia do campo magnético era devolvida para girar o motor, que era então usado como gerador para alimentar o próximo ciclo, conservando energia; todo o processo demorou cerca de cinco segundos. 
Nos anos seguintes à descoberta do antipróton, muito trabalho pioneiro foi feito aqui usando feixes de prótons extraídos do próprio acelerador, para atingir alvos e gerar feixes secundários de partículas elementares, não apenas prótons, mas também nêutrons, píons, "partículas estranhas" e muitas outras.

## A câmara de bolha de hidrogênio líquido
Os feixes de partículas extraídos, tanto os prótons primários quanto os secundários, poderiam, por sua vez, ser passados para um estudo mais aprofundado por meio de vários alvos e detectores especializados, notadamente a câmara de bolha de hidrogênio líquido. Muitos milhares de interações de partículas, ou "eventos", foram fotografados, medidos e estudados em detalhes com um sistema automatizado de grandes máquinas de medição (conhecidas como "Franckensteins", por seu inventor Jack Franck) permitindo que operadores humanos (normalmente as esposas de estudantes de graduação) marquem pontos ao longo das trilhas das partículas e digitem suas coordenadas nos cartões IBM, usando um pedal. Os baralhos de cartas foram então analisados por computadores de primeira geração, que reconstruíram as trilhas tridimensionais por meio dos campos magnéticos e computaram os momentos e a energia das partículas. Programas de computador, extremamente complexos para a época, ajustavam os dados da trilha associados a um determinado evento para estimar as energias, massas e identidades das partículas produzidas.
Este período, quando centenas de novas partículas e estados excitados foram repentinamente revelados, marcou o início de uma nova era na física de partículas elementares. Luis Alvarez inspirou e dirigiu grande parte desse trabalho, pelo qual recebeu o Prêmio Nobel de Física em 1968.

## Bevalac
O Bevatron recebeu um novo sopro de vida em 1971, quando foi associado ao acelerador linear SuperHILAC como um injetor para íons pesados. A combinação foi concebida por Albert Ghiorso, que a chamou de Bevalac. Ele poderia acelerar uma ampla gama de núcleos estáveis para energias relativísticas. Foi finalmente desativado em 1993.

## Fim da vida
A próxima geração de aceleradores usava "foco forte" e exigia aberturas muito menores e, portanto, ímãs muito mais baratos. O CERN PS (Proton Synchrotron, 1959) e o Brookhaven National Laboratory AGS (Alternating Gradient Synchrotron, 1960) foram as primeiras máquinas da próxima geração, com uma abertura aproximadamente uma ordem de magnitude menor em ambas as direções transversais e atingindo 30 GeV de energia de próton, mas com um anel magnético menos massivo. Para efeito de comparação, os feixes circulantes no Grande Colisor de Hádrons, com energia ~ 11.000 vezes maior e intensidade enormemente maior do que o Bevatron, são confinados a um espaço da ordem de 1 mm na seção transversal e focados em até 16 micrômetros nas regiões de colisão de intersecção, enquanto o campo dos ímãs de flexão é apenas cerca de cinco vezes maior.

A demolição do Bevatron começou em 2009 e foi concluída no início de 2012.